# Universidad (Caroní)
Pour les articles homonymes, voir Universidad.
Universidad est l'une des onze paroisses civiles de la municipalité de Caroní dans l'État de Bolívar au Venezuela. Sa capitale est Ciudad Guayana, chef-lieu de la municipalité et conurbation de plusieurs villes dont elle constitue l'une des paroisses. Elle abrite l'important quartier d'Alta Vista et ses zones commerciales, la cathédrale Jean-Paul-II de Ciudad Guayana, inachevée, le parc Loefling au bord du río Caroní et d'importants édifices comme le siège police de l'État de Bolívar et le centre UNEXPO.

## Géographie

### Situation
La paroisse civile est située au centre de la municipalité de Caroní.

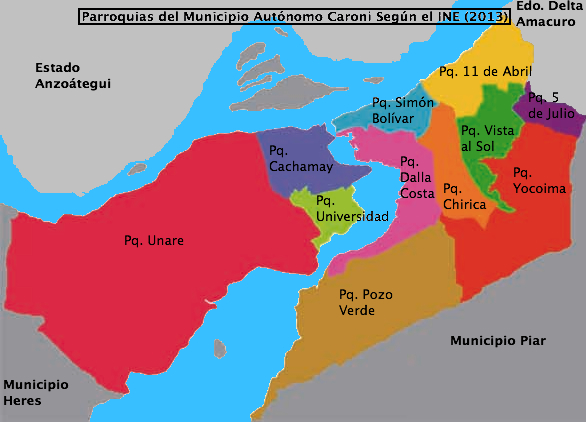
Carte des paroisses civiles de la municipalité de Caroní.

### Hydrographie
La paroisse civile est ceinturée à l'est et au sud par le río Caroní bordé en son flanc oriental par le parc Loefling. L'île de Cachamay coupe le río qui forme deux chutes d'eau à l'ouest et à l'est, respectivement la chute de Cachamay et la chute de La Llovizna. Le bassin en amont du barrage de Macagua est le réservoir de de Macagua qui constitue un élargissement du río précédent la central hydroélectrique et les chutes.

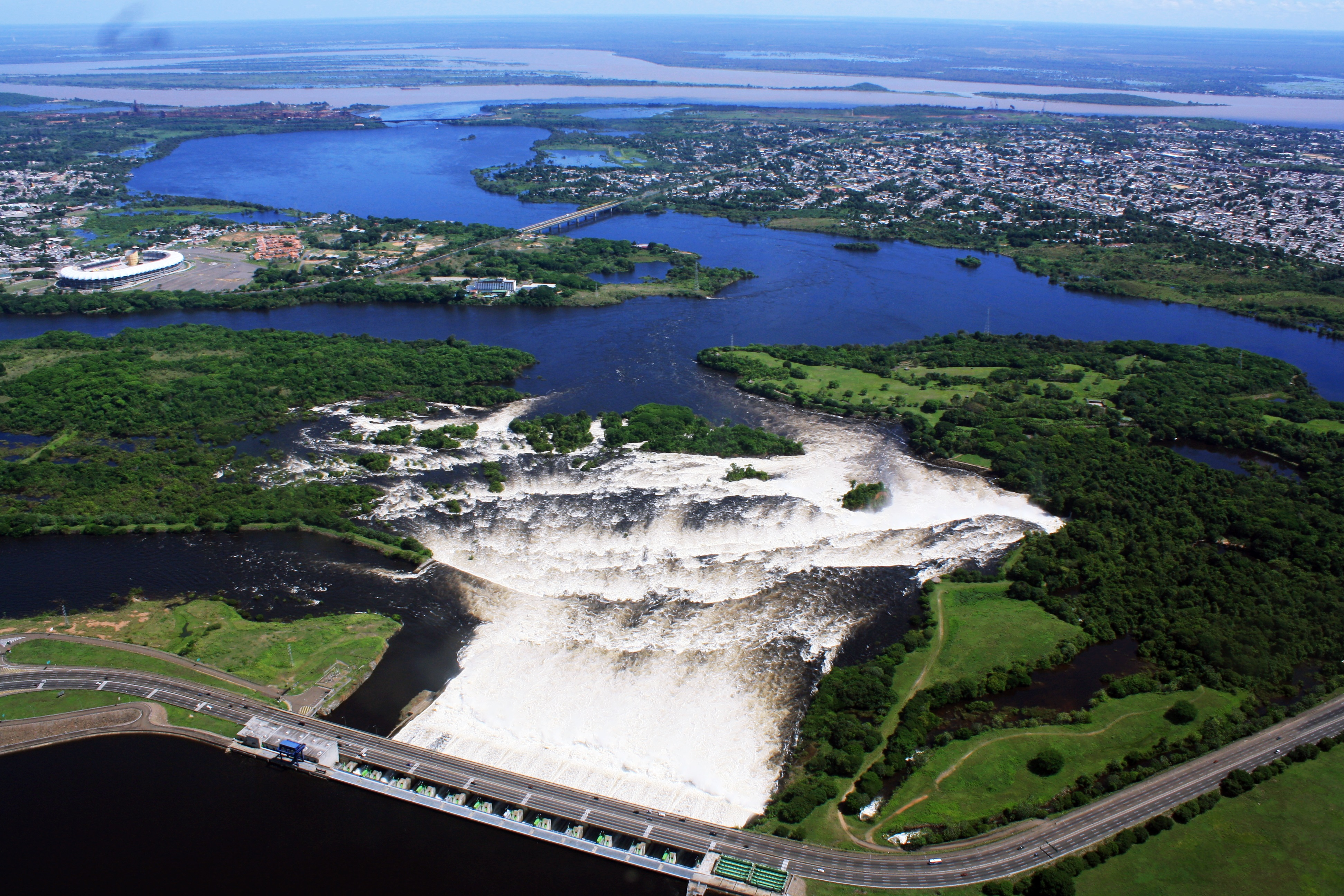
Barrage de Macagua et chute de La Llovizna.

### Démographie
Paroisse urbaine de Ciudad Guayana, Universidad est divisée en plusieurs quartiers dont Alta Vista, limités au nord par la paroisse civile de Cachamay, à l'ouest par celle d'Unare et à l'est et au sud par río Caroní :
- Alta Vista
  - Alta Vista Norte
  - Alta Vista Sur
- La Esperancita
- Los Mangos
- Los Olivos
- Los Saltos
- Los Samanes
- Organización communautaria Villa Orinokia
- Parcelamiento Salto Ángel
- Parcelamiento Salto Para
- Toro Muerto
- Villa Asia
- Villa Africana